# Напади у Лондону 7. јула 2005.
Напади у Лондону 7. јула 2005. је серија од четири самоубилачка терористичка напада који су се десили у лондонском систему јавног превоза током јутарњих гужви. У 08:50 по британском времену, догодиле су се три експлозије, у размаку од по 50 секунди, на три воза лондонског метроа. Четврта експлозија догодила се на аутобусу на тргу Тависток. Погинуло је 56 људи, укључујући и четворицу бомбаша самоубица те је 700 људи озлеђено. Догађај је био најтежи терористички напад од експлозије Пан Амовог авиона над Локербијем (са 270 погинулих), и најтежи напад у Лондону од Другог светског рата.

## Напади
Ујутро 7. јула у 08:50 по локалном времену, у време јутарњих саобраћајних гужви, Лондоном одјекују три експлозије у подземној железници. Готово симултано детонирање експлозивних направа је у првом тренутку подстакло сумње на коришћење временских упаљача. Ипак, лондонска полиција је, на темељу прикупљених остатака, објавила да починиоцима сматра бомбаше самоубице, који су у руксацима донели бомбе и онда их лично детонирали.
Притом није до краја јасно шта је требало да буду мете напада. Наиме, прво је регистрована експлозија у урезаном тунелу, 100 метара пре него што је воз из станице Алдгејт ушао у станицу Ливерпул Стрит. Друга примећена експлозија настала је готово на пола пута између станица Кингс Крос и Трга Расл, где је воз који је долазио са севера у уској те дубоко положеној цеви стао на готово 500 метара удаљености од обеју станица. Трећа примећена експлозија била је готово непосредно након кретања воза са станице Едџвер Роуд западно, у смеру станице Педингтон. Та експлозија у урезаном тунелу је била довољно снажна да пробије и преградни бетонски зид те оштети воз који се кретао другим одељком тунела у супротном смеру.
Дакле, можемо рећи како је једна станица нападнута, једна је замало промашена, док се као циљ треће експлозије намеће сам дубоки тунел. Није јасна ни улога симултаног темпирања експлозија, утврђена прегледом података, неколико дана после напада.
Практично сат времена након напада на линије подземне железнице, у 09:47 по локалном времену, бомба у руксаку једног од путника практично разноси горњи спрат аутобуса линије 30 (на путу према аутобуској станици Кингс Крос). Застоји саобраћаја, изазвани брзом реакцијом на пређашње експлозије, успорили су вожњу те скренули аутобус са уобичајене руте. Зато се само место експлозије, Трг Тависток, може сматрати случајним.

## Експлозивне направе
Иако се у прво време спомињала велика сличност напада на Лондон са оним на Мадрид 2004. године, разлике су велике. Док је у Мадриду нападнута железничка мрежа, у Лондону је метом постао систем подземне железнице на који се та класична железница спаја. Велике су разлике и у конструкцији направа коришћених у нападу.
У Шпанији су коришћене релативно велике бомбе, детониране уз помоћ мобилних телефона са при-пејд картицом. Свака од њих се састојала од по 10 kg украденог индустријског експлозива Гома-2, заснованог на нитроглицеринској бази. За разлику од тога, Лондон је нападнут мањим направама (до 5 kg експлозива). У првом тренутку се говорило како је у њиховој изради коришћен војни експлозив пореклом из Ирака, источне Европе или са Балкана, док се касније и та службена верзија мења. Ускоро се почиње причати о материји ТАТП (три-ацетон три-пероксид), јаком разорном експлозиву откривеном 1895. године. Он по јединици масе има око 80% разорне снаге ТНТ-а, али се због своје велике осетљивости не користи често.
Поново су га последњих година открили терористи, привучени размерно једноставним поступком његова стварања, а на њему је био заснован и наводни нацрт експлозивне направе, пронађен 2001. године у Кабулу, међу документима тамошњег огранка организације Ал Каида. Исто тако, ТАТП је као детонатор искористио и Ричард Реид, кад је у децембру 2001. године покушао бомбом срушити авион на линији Париз-Мајами. Он је ТАТП желео припалити спорогорећим штапином, у облику пертле од патике, а сама бомба је била сакривена у њеном ђону (ТАТП детонатор и главно пуњење од војног експлозива ПЕТН - пентаеритрит тетранитрат).

## Унапређења безбедности
Још од септембра 2001. године, Велика Британија се појачано спремала на могуће терористичке нападе. Притом није усвојен амерички концепт означавања степена опасности бојама или степенима, али припреме су се мање или више одвијале плански и стално. И одвајање финансијских средстава у те сврхе пратило је изражену вољу политичара. Прорачунски удео намењен безбедности је од 2001. године, када је био 950 милиона ГБП, до 2004—2005. године достигао 1,5 милијарди фунти, а до периода 2007—2008. би требало да износи око 2,1 милијарди британских фунти годишње.
Уз део намењен одбрани од оружја масовног уништења (56 милиона фунти), унапређивани су ватрогасни и спасилачки системи (132 милиона фунти) као и комуникационе мреже одговорних државних тела. Исто тако, допуњени су и системи контроле по којима је Велика Британија и раније била у светском врху. Наиме, уз више од 4,2 милиона камера које снимају готово сваки квадратни метар простора у градовима, након 11. септембра 2001. се започело са систематским формирањем мрежа камера и у системима јавног саобраћаја. У подземну железницу је постављено више од 6.000 камера (од чега око 1.800 у саме тунеле), а спроводи се и умрежавање градских аутобуса. Управо те камере данас представљају један од битних алата при идентификовању починилаца те лову на преживеле терористе.

## Последице
Од укупне материјалне штете нанесене привреди Уједињеног Краљевства у овим нападима, врло мали део је био непосредан. Будући да су транспортна предузећа, подоста захваљујући и државном систему Пул Ре, поприлично покривена осигурањем за случај терористичких напада, та је штета била брзо покривена.
Међутим, већина проузроковане штете је била посредна. Наиме, након напада је обустављен промет на погођеним линијама подземне железнице у трајању од најмање неколико недеља - а ту се ради о основном начину путничког превоза у граду. Исто тако, 7. јула, на дан првог напада, неколико сати су били онеспособљени и сви лондонски системи мобилне телефоније. Томе је вероватно био двојак узрок. Са једне стране је дошло до навале корисника који су сви одједном желели да телефонирају, а с друге стране, вероватно има нешто и у краткотрајним причама према којима су се мреже у првом тренутку угасиле намјерно — будући да се у првом тренутку сумњало на активирање експлозива мобилним телефонима, као у Мадриду.
Последњи су терористички напади релативно незнатно погодили берзанско пословање у Лондону, једном од светских финансијских средишта. Осим што је накратко прекинуто пословање на Лондонској берзи метала, те уведене „специјалне мере“ на Лондонској берзи хартија од вредности, није дошло до панике или потреса упоредивих с оним америчким од септембра 2001. године. Ипак, индекс ФТСЕ 100 забиљежио је пад од 2,3%, као и британска фунта која је достигла најнижи ниво у односу према УСД у последњих 19 месеци.
Посебну категорију чине политичке последице напада. Досадашњи изостанак већих напада, створио је утисак како, упркос релативној изложености, сама опасност и није велика. Управо је тај осећај сигурности разбијен током последњих бомбашких напада на Лондон. Притом, лакоћа којом су напади изведени упозорава како све инвестирање у опрему и заштитне мере није довољно.

## Починиоци напада
Околности првог таласа напада те порука којом је преузета одговорност, пронађена на интернету само два часа након напада, усмериле су потрагу за починиоцима, од самог почетка према круговима радикалних исламиста у Великој Британији. Притом је брзом откривању идентитета починилаца прве серије бомбашких напада на Лондон делом допринела и случајност. Наиме, родитељи младог Британца пакистанског порекла, Хасиб Мир Хусаина, пријавили су 7. јула увече полицији града Лидса нестанак свог сина који се, наводно, с пријатељима Шахзадом Танвиром и Мохамедом Сидик Каном упутио у Лондон.
Истрагом је утврђено како су њих тројица кренули аутомобилом (који је на своје име у Лидсу изнајмио Шахзад Танвир) из места Лидс у недалеки Лутон. Ту им се придружила четврта особа, Јамајканац Жермејн Линдсеј, идентификован нешто касније), који је такође стигао унајмљеним аутомобилом из оближњег места Аулесбри. Око 07:20 по локалном времену, они су се укрцали у воз за 45 km удаљени Лондон.
Стигавши у Лондон на железничку станицу Кингс Крос, друштво се раздвојило у 08:30. Танвир, Кан и Линдзеј су кренули возовима подземне железнице у којима су онда, у 08:50, активирали експлозивне направе сакривене у руксацима. За то време, Хусеину се губи траг све до 09:47, кад је на спрату градског аутобуса ужурбано нешто тражио по руксаку која је затим детонирала.
Осим снимака дружине бомбаша, полицији су на месту експлозија у руке доспели и остаци њихових личних докумената. Испоставило се како су тројица осумњичених пореклом били Пакистанци, рођени и одрасли у Великој Британији. Четврти починилац, рођени Јамајканац, оженио се Британком. Иако су им постхумно утврђене везе са системом индоктринације који делује у медресама на граничним подручјима Пакистана, пре овог самоубилачког напада нису били видљиво повезани с радикалним исламизмом.
Већ у четвртак, 7. јула, у једном од аутомобила којим се „друштво“ користило при задњем одласку у град је пронађена већа количина експлозива. Али тек су у уторак, 12. јула, при претресу станова осумњичених, пронађени и трагови његовог припремања. То је оповргло тврдње о коришћењу војног експлозива.

## Други талас напада
Тачно две седмице након првог низа напада на Лондон, 21. јула, догодио се и други низ експлозија. Узорак напада је познат од пре - нападнути су возови подземне железнице у близини станица Шепердс Буш, Ворен Стрит и Овал те аутобус линије 26 у улици Хекни. У читавом нападу је озлеђен само један од несуђених самоубица, који је журно побегао са места напада.
Иако напад изгледа врло слично оном првом, првенствено по одабиру мета те коришћеним експлозивним направама, материјални ефекат му је испао битно другачији. Наиме, иако су све бомбе активиране, оне нису детонирале пуном снагом. Претпоставља се како је код експлозивних направа, које су поновно биле скривене у руксацима, експлодирао само детонатор, а не и главнина експлозива. Једнако тако, овде нису на све четири локације били бомбаши самоубице, будући да је бомба у аутобусу остављена око 25 минута пре експлозије.
Било како било, захваљујући чињеници да се напад изјаловио, полиција је добила у руке читав низ мало оштећених експлозивних направа, док су несуђени самоубице побегли главом без обзира. Уследио је полицијски лов широких размера, а осумњичени су ухапшени у идућих недељу дана. Притом, још није јасно јесу ли нападачи и овог пута планирали детонирати четири бомбе (или их је приређено укупно пет) те јесу ли они заиста и повезани с прошлом скупином или је ријеч о невештом опонашању ранијег напада.